# Územní prelatura Pompeje
Územní prelatura Pompeje nebo blahoslavené Panny Marie Růžencové (latinsky Praelatura Territorialis Pompeiana seu Beatissimae Virginis Mariae a SS.mo Rosario) je římskokatolická územní prelatura v Itálii, která je součástí církevní oblasti Kampánie a církevní provincie neapolské. Katedrálou je bazilika Panny Marie Růžencové v Pompejích. Současným prelátem je od 10. listopadu 2012 arcibiskup Tommaso Caputo.

## Stručná historie
Bazilika Panny Marie Růžencové, vybudovaná díky houževnatému úsilí Bartola Longa a Marianny De Fusco, byla svými zakladateli roku 1894 věnována Svatému stolci a papež Lev XIII. ji prohlásil roku 1901 za baziliku minor. Již od roku 1890 měla svatyně své protektory jmenované papežem. Dne 20. března 1926 byla zřízena územní prelatura blahoslavené Panny Marie Růžencové,  která dostala aktuální jméno v roce 1956. Roku 1935 byly vymezeny hranice územní prelatury. Prelát je zároceň papežským delegátem pro baziliku.